# Euoplos ornatus
Euoplos ornatus är en spindelart som först beskrevs av William Joseph Rainbow och Robert Henry Pulleine 1918.  Euoplos ornatus ingår i släktet Euoplos och familjen Idiopidae.
Artens utbredningsområde är Queensland. Inga underarter finns listade i Catalogue of Life.